# Бегство Коджона в русскую миссию
Бегство короля Коджона в русскую миссию (кор. 아관파천?, 俄館播遷? Агванпачхон, в КНДР также кор. 노관파천?, 露館播遷? Но-Гванпачхон) связано с событиями корейской истории конца XIX века. Король Коджон нашёл убежище в дипломатической миссии Российской империи в Сеуле, тайно покинув дворец Кёнбоккун, и оттуда руководил страной с 11 февраля 1896 года по 20 февраля 1897 года. Вместе с ним находился принц Сунджон. Побег был подготовлен его прорусски настроенным сторонником Ли Бомджином, консулом Карлом Ивановичем Вебером и другими дипломатами.
Событием, предшествовавшим побегу, стало убийство королевы Мин японцами под командованием Миуры Горо. Это и угроза государственного переворота уменьшило симпатии населения Чосона к приверженцам Японской империи и увеличило поддержку консерваторов-сторонников королевы. Члены правительства были убиты или бежали.
После побега короля в российскую миссию Россия и западные страны получили концессии. Усиление влияния России вызвало в Корее недовольство, и это заставило короля примерно через год вернуться в Токсугун.
Здание российской миссии было построено в неоренессансном стиле по проекту А. И. Середина-Сабатина в 1888 году. Оно стало первым зданием европейского типа в Корее. После бомбёжек во время Корейской войны уцелела только одна трёхэтажная башня.